# Ли Бинбин
Ли Бинбин (кит. упр. 李冰冰, пиньинь Lǐ Bīngbīng; род. 1973) — китайская актриса.

## Биография
Ли Бинбин родилась 27 февраля 1973 года в уезде Учан провинции Хэйлунцзян.
Становиться актрисой у Ли поначалу желания не было. После окончания школы, когда пришло время поступать, друг Ли посоветовал поступить в Шанхайский драматический институт. Первый кинодебют был в фильме Чжана Юаня «Семнадцать лет» в 1999 году. 26 августа 2007 года получила награду в номинации «Лучшая актриса» на самой престижной китайской церемонии награждения Хуабяо за роль в фильме «Узел».

## Фильмография
- 1999 — Семнадцать лет
- 2003 — Любовь на все времена
- 2003 — Кот и мышь
- 2003 — Пурпурная бабочка
- 2004 — Серебряный ястреб
- 2004 — Ожидая в одиночку
- 2004 — Ляо Чжай: Сяо Куй
- 2004 — Мир без воров
- 2005 — Ждите, пока вы состаритесь
- 2005 — Дружина дракона
- 2006 — Узел
- 2008 — Запретное царство
- 2010 — Детектив Ди
- 2011 — Снежный Цветок и тайный веер
- 2011 — 1911
- 2012 — Обитель зла: Возмездие — Ада Вонг
- 2014 — Трансформеры: Эпоха истребления
- 2015 — Чжун Куй: Снежная дева и тёмный кристалл
- 2018 — Мег: Монстр глубины